# Technicien des services vétérinaires
Pour les articles homonymes, voir TSV.
Le métier de technicien des services vétérinaires (TSV) est, en France, une profession dépendant du ministère de l’Agriculture qui consiste à rendre visite à des établissements détenant des animaux, domestiques ou non (exploitations agricoles, animaleries, refuges, abattoirs), pour vérifier leurs conditions de vie,  lutter contre les maladies et vérifier la conformité des installations.
Les techniciens des services vétérinaires ont pour principale mission la surveillance de la qualité et de la sécurité. 

## Attributions
Dans le domaine de la Sécurité Sanitaire de l'Alimentation, les services vétérinaires sont les garants de la sécurité et de la qualité des produits agroalimentaires. Pour cela :
- ils assurent l'inspection des denrées alimentaires,
- ils surveillent l'hygiène des lieux et des conditions de manipulation des denrées, de leur transport et de leur mise en vente,
- ils consignent les denrées impropres à la consommation,
- ils effectuent les prélèvements nécessaires pour analyses en laboratoire,
- ils sanctionnent les infractions en dressant des procès-verbaux.

En matière de santé et de protection animale, ils effectuent des missions sur le terrain pour le contrôle et l'application des mesures de police sanitaire et de prophylaxie des maladies contagieuses pour l'homme ou ayant un impact économique important.
- ils contrôlent les engins de transport des animaux ;
- ils veillent au « bien-être » des animaux dans les établissements où ils sont détenus (abattoirs, chenils, refuges, expositions, marchés, parcs zoologiques, manèges, laboratoires…) ;
- ils effectuent des prélèvements divers (lait, sang, organes sur cadavres…) en vue de diagnostic ou de dépistage en laboratoire  des maladies contagieuses.

Les services vétérinaires veillent également à la protection de l'environnement en procédant à l'inspection des établissements agricoles ou agroalimentaires qui présentent des risques de pollution, en s'assurant que les normes et la réglementation sont respectées et en effectuant des contrôles à l'occasion de plainte (bruit, odeur, déversement…).

## Accès à la profession
Conditions
Il faut être titulaire d'un niveau IV (bac, bac pro, Brevet de technicien agricole) ou d'un BTS), être de nationalité française et jouir de ses droits civiques.
Formations

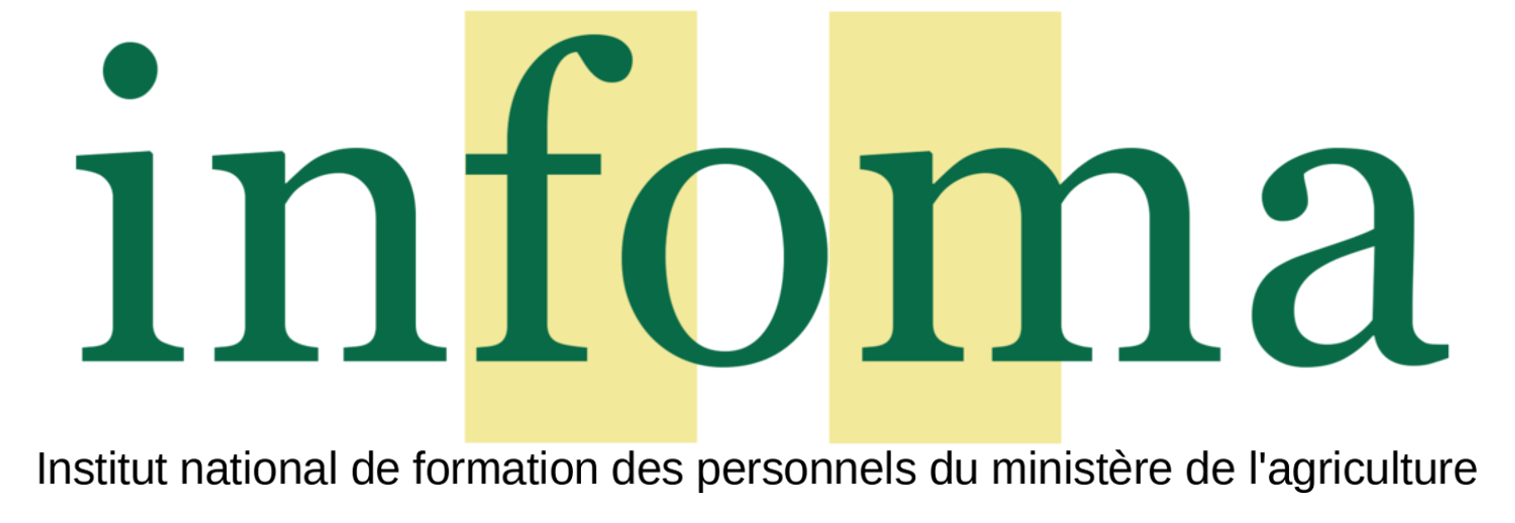

L'accès à la profession se fait par concours externe (ou interne) d'entrée à l'Institut de formation du ministère de l'Agriculture (INFOMA) situé à Corbas, à proximité de Lyon.

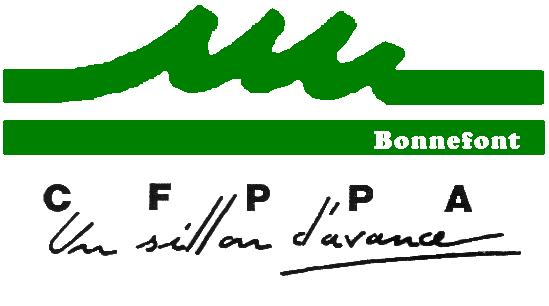
Logo du CFPPA de Brioude-Bonnefont

Le Centre de Formation Professionnelle et de Promotion Agricole de Brioude-Bonnefont, situé à Fontannes, est le seul établissement assurant la préparation à temps plein au concours externe de technicien des services vétérinaires.